# Mauzoleum w Wałbrzychu
Mauzoleum w Wałbrzychu (niem. Schlesier-Ehrenmal) – mauzoleum upamiętniające 170 tysięcy Ślązaków, którzy zginęli podczas I wojny światowej, ofiary wypadków w kopalniach i 25 lokalnych bojowników ruchu narodowo-socjalistycznego. Budowla znajduje się na wschód od centrum miasta, na północnym zboczu Niedźwiadków przy niebieskim szlaku turystycznym na wysokości ok. 510–530 m n.p.m. Według opracowań naukowych budowla nie jest mauzoleum w sensie dosłownym, ale cenotafem – grobowcem pozornym.

## Historia
W okresie dwudziestolecia międzywojennego w ówczesnych Niemczech bardzo popularna była idea stawiania pomników oddających cześć ofiarom I wojny światowej. Stanowiły one podstawę tożsamości ludzkiej i pamięci o przodkach. Klęska i ofiary poniesione przez Niemcy podczas I wojny światowej wpłynęły na popularność tej formy pamięci społecznej, propagowanej już w okresie Republiki Weimarskiej. Przeważnie były one w każdej miejscowości, zazwyczaj w skromnej formie i treści tablicy. Obeliski i grobowce stawiano z inicjatywy lokalnych społeczności w celu zachowania pamięci o zmarłych.

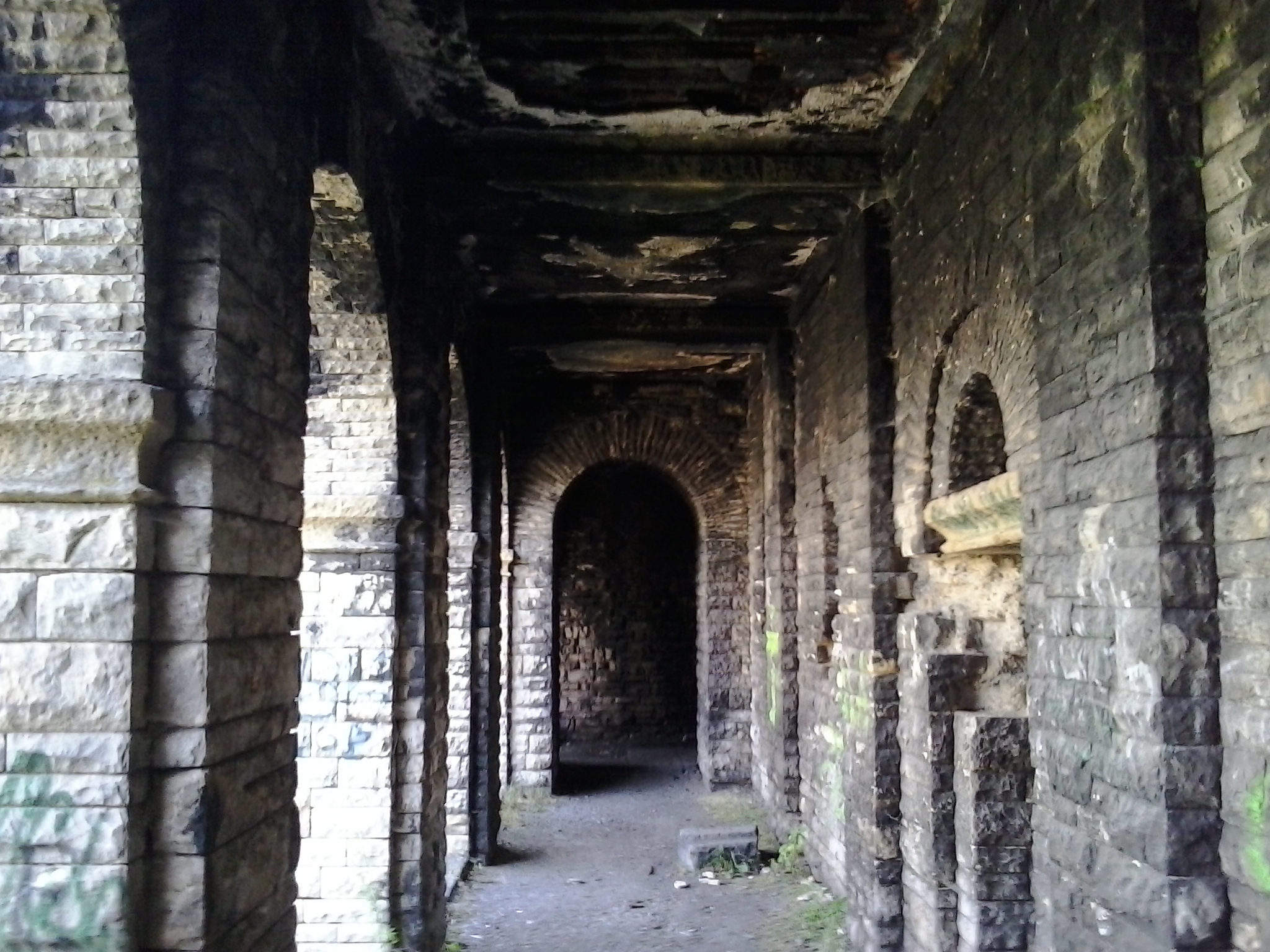
Krużganki Mauzoleum

Pomysł budowy pomnika ofiar I wojny światowej w Wałbrzychu pierwotnie wiązał się z potrzebą uhonorowania 1780 poległych mieszkańców miasta, jednak ze względu na sytuację polityczną i gospodarczą dopiero po przejęciu rządów przez nazistów powrócono do tej idei w latach 1935–36. Z prośbą o wsparcie władze miejskie zwróciły się do organizacji VDK (Ludowego Związku Opieki nad Niemieckimi Grobami Wojennymi), która udzieliła pomocy, jednocześnie wykorzystując okazję do propagowania ideologii państwowej w rejonie skrajnie antynazistowskim. Społeczeństwo wałbrzyskie w połowie lat 30. XX wieku miało raczej socjaldemokratyczne i lewicowe poglądy niż nacjonalistyczne i mimo wizyty Hitlera w 1932 Wałbrzych nie uległo nazistowskiej propagandzie. Ta charakterystyka w całości stanowiła atut, który zaważył na podjęciu decyzji. Nowy projekt miał upamiętniać nie tylko wspomnianych 1780 wałbrzyszan, ale około 177 000 wszystkich Ślązaków poległych na frontach Wielkiej Wojny, niezliczone ofiary katastrof przy pracy, a także 25 bohaterów ruchu nazistowskiego. Podkreślano w ten sposób fakt, iż w kształtowaniu państwa nazistowskiego brali udział na równi żołnierze, ludzie pracy i bojownicy ruchu nazistowskiego.
Z ramienia VDK projekt zlecono architektowi Robertowi Tischlerowi, który w latach 1926–59 pełnił funkcję naczelnego projektanta VDK. Zaprojektował kilka wyróżniających się pomników chwały, z których najczęściej przywołuje się Ehrenmal na Górze Świętej Anny (niezachowany) i pomnik ku czci armii generała Rommla w El Alamein. 
Wałbrzyski pomnik powstawał w latach 1936–38, a jego wykonanie zlecono tej samej grupie wałbrzyskich firm budowlanych i kamieniarzy, która pracowała przy pomniku na Górze św. Anny. Dwuletnie prace zakończono w maju 1938 roku, a ostatnim przedsięwzięciem było doprowadzenie gazociągu do kolumny na dziedzińcu. Dnia 9.06.1938 r., w ramach corocznych obchodów śląskiego okręgu NSDAP (Gautag), nastąpiło oficjalne otwarcie pomnika Schlesier Ehrenmal.

## Architektura
Budynek mauzoleum ma kształt zbliżony do kwadratowej warowni o wymiarach ok. 24x27 m i wysokości ok. 6 m. Wejście wiodło do zamkniętego portyku okalającego kwadratowy, arkadowy dziedziniec. Portyk i krużganki były podpiwniczone. Dodatkowe wejścia były umieszczone w bocznych ścianach portyku i prowadziły do niewielkich kwadratowych mastab, które zwieńczono rzeźbami zrywających się do lotu orłów spoczywających na kamiennych kulach ze swastykami. Elewacje budowli i arkady wykonano z wapienia triasowego z rejonu Gogolina, natomiast gzymsy i portale z piaskowca górnokredowego z Łącznej. 

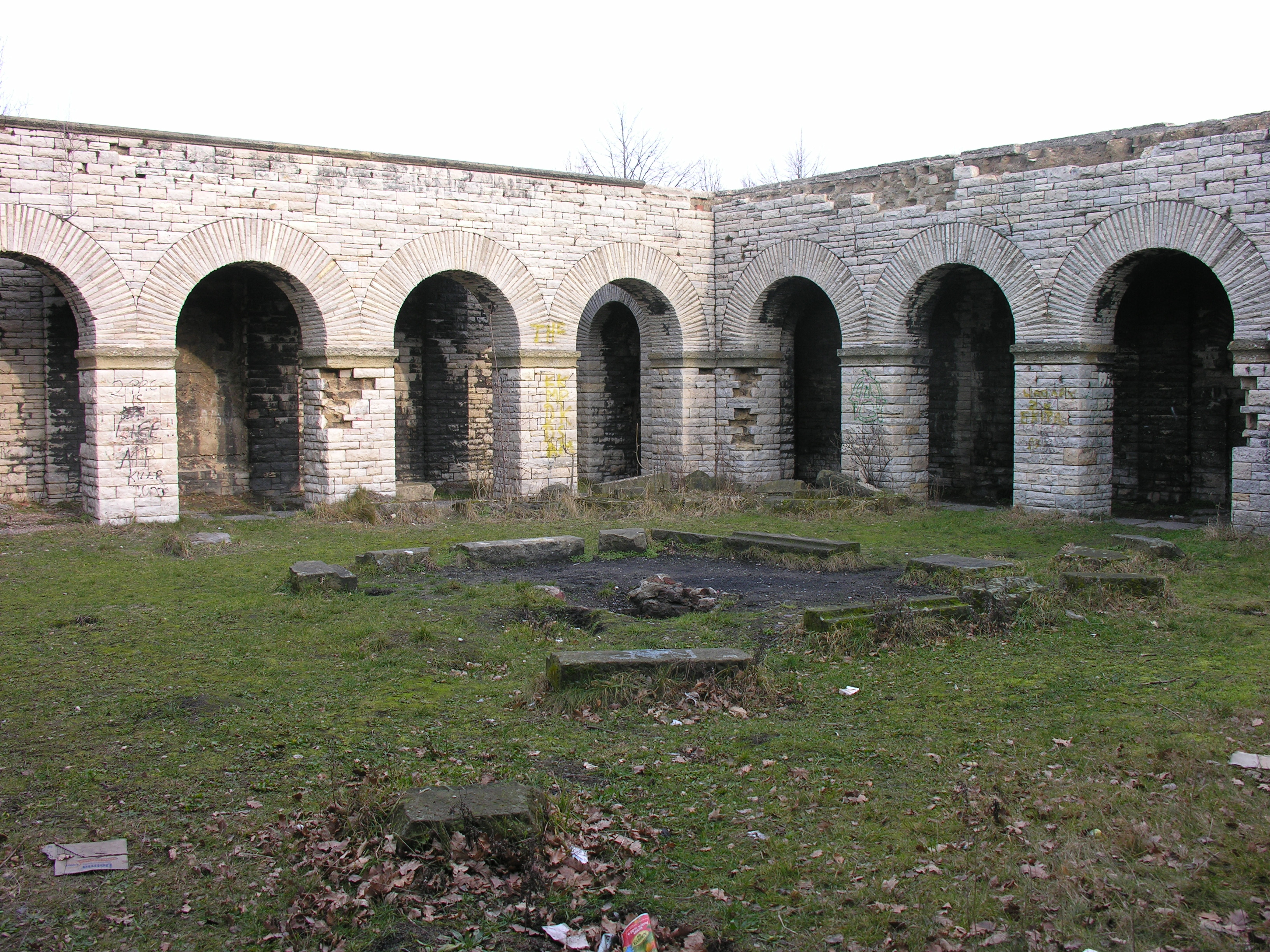
Dziedziniec mauzoleum w Wałbrzychu

Sklepienie krużganka pokrywała marmurowo-złota mozaika zaprojektowana przez H. Mühlena z Monachium. Posadzkę krużganków wyłożono granitem karkonoskim, a dziedziniec brukiem. W centrum dziedzińca stanęła metalowa kolumna ze zniczem zaprojektowana przez Ernsta Geigera i odlana w zakładach Würtembergische Metallwarenfabrik (WMF), Geislingen an der Steige. Kolumna wykonana była z brązu, ważyła ok. 2100 kilogramów. Wewnątrz kolumny znajdowała się instalacja gazowa według projektu Wrobela z Gaszenzentrale Niederchlesien. Na cokole znajdowały się cztery lwy z otwartymi paszczami inspirowane rzeźbą lwa brunszwickiego. Były to lwy ryczące i oznajmiające zmartwychwstanie poległych w dniu Sądu Ostatecznego. Kolumna była zdobiona ornamentem sieciowym. Znicz podtrzymywały rzeźby trzech nagich młodzieńców. Bogata ikonografia wałbrzyskiej kolumny wyróżniała się na tle rzeźby III Rzeszy, operującej prostą symboliką. Przed mauzoleum znajdował się plac defiladowy z masztami - majowymi, na flagi. 
W 1945 roku niewielka część kompleksu została wysadzona przez Niemców na dzień przed wkroczeniem Armii Czerwonej. Po II wojnie światowej mauzoleum popadło w ruinę. Kolumna się nie zachowała, choć zachowały się relacje i zdjęcia wskazujące, że stała tam co najmniej do 1946 r. Istniały niezrealizowane plany wykorzystania budowli na cele rekreacyjne.
Pod budowlą zachowały się podziemia, będące w zasadzie lustrzanym odbiciem kondygnacji naziemnej. Podziemia były wielokrotnie penetrowane i nie posiadają znanych połączeń z inną infrastrukturą. Pojawiają się opinie, że samo mauzoleum maskuje wejścia do dużego podziemnego kompleksu o nie wyjaśnionym do dziś do końca przeznaczeniu. Hipoteza ta nie została w żaden sposób uwiarygodniona i nie ma dziś na to dowodów.  

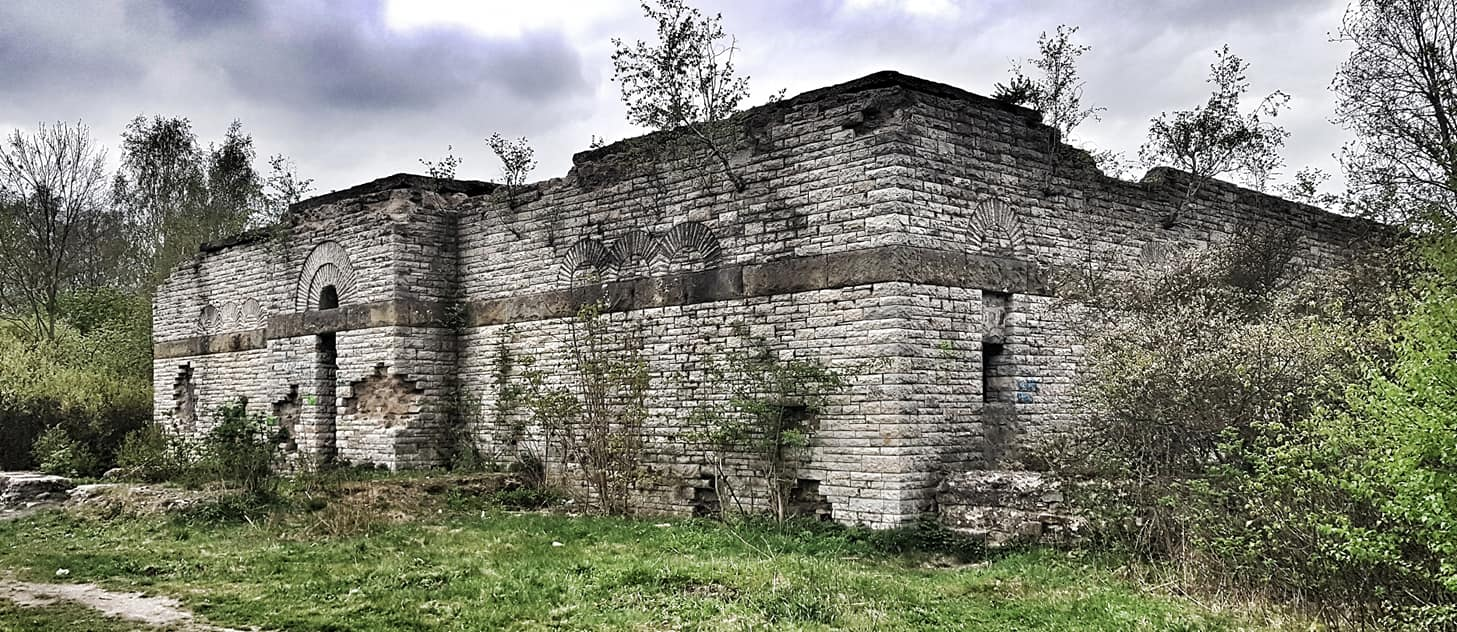

## Akcja ratowania Mauzoleum
24 stycznia 2020 r. zainicjowano w mediach społecznościowych akcję "Ratujmy wałbrzyskie mauzoleum". Do wałbrzyskiego magistratu złożono apel, podpisany przez mieszkańców Dolnego Śląska, miłośników zabytków, dziennikarzy i blogerów. Pierwsze prace porządkowe przeprowadzono za zgodą miasta 24 kwietnia 2021 r. W ramach prac oczyszczono m.in. elewację frontową. 30 października 2021 przeprowadzono drugą akcję prac porządkowych zaakceptowanych przez UM w Wałbrzychu i Konserwatora Zabytków. W czasie akcji oczyszczono ponownie ścianę frontową, ścianę południową, północną i tył obiektu. Dzięki usunięciu zarośli odsłonięto kilka pozostałości z dawnej architektury Mauzoleum, między innymi mastaby, na których stały kamienne orły z rozpostartymi skrzydłami, czy betonowe fundamenty po masztach. Planowane jest umieszczenie przed obiektem stosownej tablicy informacyjnej, która informowałaby turystów, ale i zwykłych spacerowiczów o prawdziwym przeznaczeniu tego obiektu.  